# Dialogo tra un prete e un moribondo
Dialogo tra un prete e un moribondo (titolo originale in francese: Dialogue entre un prêtre et un moribond) è un'opera non molto conosciuta dell'autore libertino francese Donatien Alphonse François de Sade che venne completata nel 1782 quando l'autore era già in prigione.

## Trama
La storia, nata come opera teatrale, verte attorno al dialogo tra un libertino morente che aveva vissuto una vita in modo molto intenso ed un prete. De Sade riversa nell'opera il suo anticlericalismo, con lo scopo di abbattere i dogmi e tutte quelle che lui considerava menzogne della religione cattolica, che condannava gli eccessi e, sempre secondo l'autore, si faceva puntualmente nemica della diversità e della libertà individuale.
Intriso di sottile ironia e sarcasmo, il dialogo vedrà il libertino morente cercare di convincere il prete sull'insensatezza di una vita pia, giungendo a dire: “L'idée de Dieu est, je l'avoue, le seul tort que je ne puisse pardonner à l'homme” (“L'idea di Dio, lo confesso, è l'unico torto che non posso perdonare all'uomo”) ribaltando la situazione e opponendo dunque il suo ruolo a quello del prete che avrebbe dovuto perdonarlo, in fin di vita, dei suoi peccati commessi dei quali però il libertino va orgoglioso.